# NGC 3554
NGC 3554 is een elliptisch sterrenstelsel in het sterrenbeeld Grote Beer. Het hemelobject werd op 24 december 1827 ontdekt door de Britse astronoom John Herschel.

## Synoniemen
- MCG 5-27-7
- ZWG 155.86
- ZWG 156.7
- DRCG 23-32
- NPM1G +28.0187
- PGC 33948